# Astragalus schirkuhicus
Astragalus schirkuhicus är en ärtväxtart som beskrevs av Joseph Friedrich Nicolaus Bornmüller. Astragalus schirkuhicus ingår i släktet vedlar, och familjen ärtväxter. Inga underarter finns listade i Catalogue of Life.